# 颱風哈格比 (2020年)
颱風哈格比（英語：Typhoon Hagupit，國際編號：2004，聯合颱風警報中心：WP032020，菲律賓大氣地球物理和天文管理局：Dindo）是2020年太平洋颱風季第4個被命名的風暴。「哈格比」一名由菲律賓提供，即「鞭撻」之意。哈格比形成於菲律賓海，在8月1日被命名後，先後侵襲八重山群島、臺灣北部、華東沿海和朝鮮半島；進入日本海轉化為溫帶氣旋後，侵襲北海道，其延伸的鋒面在日本海側地區降下大雨。

## 氣象歷史
2020年初西北太平洋熱帶氣旋活動較為平靜，6月及7月太平洋下沉氣流較為強勁，而中東地區上升氣流旺盛。在強烈副熱帶高壓的影響下，7月的西北太平洋完全沒有被命名的風暴，而這也是有紀錄以來的頭一遭；甚至數值預報模式一度預報8月上旬仍不會有熱帶氣旋發展。7月下旬，數值預報模式預計季風槽變得活躍，廣闊的低壓帶會在菲律賓以東形成，穿越呂宋並徘徊南海中部。而當中數個低壓會在8月上旬侵襲華南沿岸、福建、臺灣一帶後北上；其中位於菲律賓海的低氣壓，在8月1日上午8時，日本氣象廳對其發布烈風警報。同時，台灣中央氣象局將其升格為熱帶性低氣壓，給予編號TD05。由於風切偏低，加上超過攝氏30度的海溫，使此系統開始增強，對流主要集中在東側，沿者副熱帶高壓向西北移動，上午10時，聯合颱風警報中心將其升格為熱帶低氣壓，給予熱帶氣旋編號WP032020。
當日晚上8時，日本氣象廳將此系統升格為熱帶風暴，給予編號「2004」，並給予命名「哈格比」，不久後中國國家氣象中心跟進，中央氣象局也跟進將哈格比升格為輕度颱風，哈格比附近的海水温度達攝氏30度，加上風切偏低，有利於哈格比的發展，部分裸露的低層環流逐漸發展出對流，聯合颱風警報中心在2日上午5時將此系統升格為熱帶風暴。
隨者強度的增強，中心附近的雲團變得更加密集，8月3日上午2時，日本氣象廳將其升格為強烈熱帶風暴。上午5時，中國國家氣象中心跟隨將其升格；受惠於溫暖的海水，哈格比鞏固中心密集雲團區，打開與赤道流出通道，並打開直徑30至35海里的風眼，下午2時，日本氣象廳將其升格為颱風。下午5時，中央氣象局將其升格中度颱風，之後在當日深夜達到巔峰，十分鐘平均風速70節，一分鐘平均風速75節，隨後國家氣象中心認定哈格比在8月4日上午3时30分，於浙江省温州乐清市翁垟街道登陆。登陆时兩分鐘平均風速每秒38公尺，中心最低气压970百帕。登陸後受地形影響，強度逐漸減弱，中央氣象局在上午9時將哈格比降格為輕度颱風，同時國家氣象中心也跟進降格為強熱帶風暴，而日本氣象廳在三小時後將其降格為強烈熱帶風暴，隨後轉向北移動，並持續減弱，國家氣象中心在下午5時將哈格比降格為熱帶風暴，当日21时，黑格比中心離開浙江並從苏州市吴江区進入江蘇境内，同時日本氣象廳將哈格比降格為熱帶風暴，哈格比轉向東北進入黃海後，移動速度加快，出海前國家氣象中心一度降其降格為熱帶低壓，之後出海再生回到熱帶風暴等級，哈格比在8月6日上午3時，於朝鮮黃海南道一帶沿海再次登陸。
進入中緯度地區，黑格比逐漸失去熱帶性質，上午8時，日本氣象廳表示哈格比在日本海轉化為溫帶氣旋；在轉化之後便處在發展階段，持續向東北移動，中心氣壓逐漸下降，翌日進入成熟階段，並發展出锢囚锋，通過北海道北邊；8日與锋面脫離，周圍全是冷空氣，便進入消亡階段。

## 防災措施及影響

### 日本
哈格比在3日凌晨近距離通過，在西表島測得每秒37.9公尺的陣風，石垣島也測得每秒36.4公尺的陣風，不過沒有顯著的災情；哈格比北上轉化為溫帶氣旋後，在日本北海道江差町測得每秒30.3公尺的陣風，而在利尻島測得當地50年來最高的雨量，同時在日本海側也受其溫帶氣旋延伸的鋒面影響降下暴雨，隱岐機場測得63毫米的時雨量，是有觀測紀錄以來最高。

### 臺灣
- 當地評定之巔峰強度分級：（CWA）
- 當地評定之最高持續風速：33每秒（64節；120每小時）（十分鐘）
- 當地發布之颱風警報：海上颱風警報

中央氣象局在1日上午10時發布熱帶性低氣壓特報，當時此系統位於鵝鑾鼻東南東方870公里的海面；隨者此系統升格，在8月2日上午5時30分，中央氣象局發出海上颱風警報，當時哈格比位於鵝鑾鼻東方490公里的海面上，隔天臺北市政府開設二級災害應變中心，隨者哈格比遠離，中央氣象局在8月3日23時30分解除颱風警報，當時哈格比位於上海南方440公里的海面上。

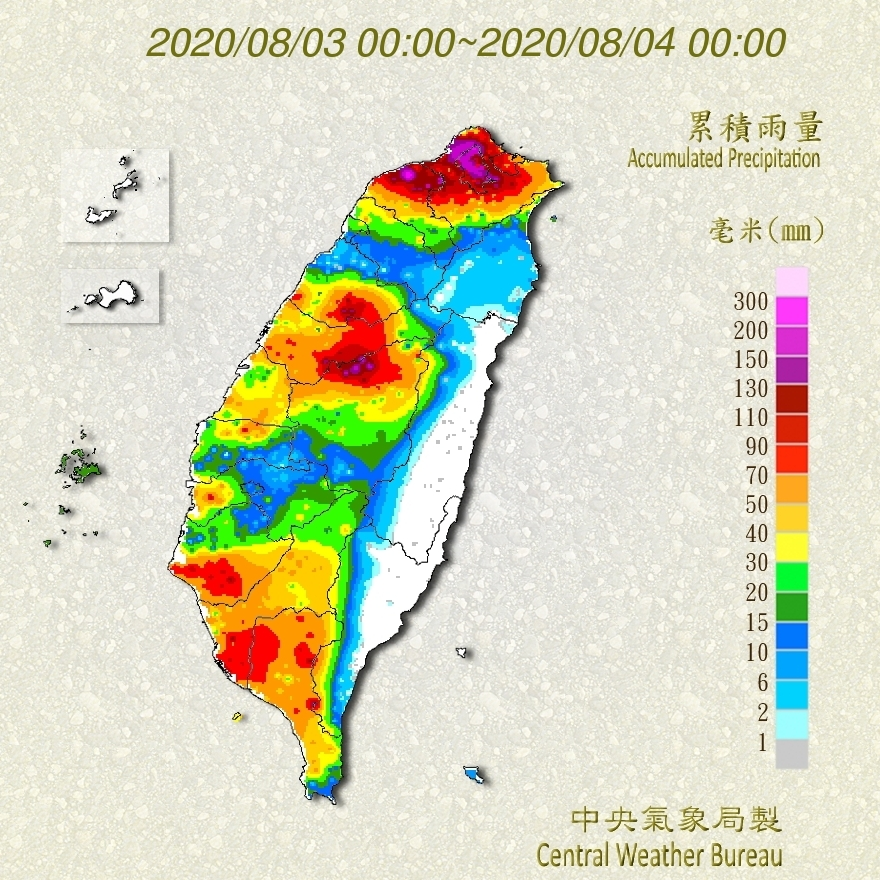
2020年8月3日的累積雨量，可見哈格比在臺灣西半部降下大雨，北部地區為受到颱風環流影響，中南部地區為引進西南氣流影響

雖然中央氣象局只有發出海上颱風警報，黑格比使得臺灣各地降下強降雨，臺北的士林區和北投區測得超過90毫米的時雨量，導致隨多處淹水，其中桃園的一處道路涵洞積水一公尺，造成一輛貨車拋錨，新北淡水區知名觀光景點發生淹水，一度淹到小腿肚的高度，捷運站旁邊的涵洞積水120公分，彰化雖然離哈格比較遠，不過該縣和美鎮仍然積水半公尺；一名抽水站員工因風雨太大視線不佳，落水死亡，另一位騎士因遇樹倒摔傷，在全臺灣有89處災情，主要集中在新北市與台北市。

### 中國大陸
當地發佈的最高颱風預警信號： 颱風橙色預警信號
| 省份 | 信號             |
| ---- | ---------------- |
| 福建 | 颱風橙色預警信號 |
| 江蘇 | 颱風黃色預警信號 |
| 上海 | 颱風藍色預警信號 |

#### 福建
随着哈格比接近，福建北部渔场带来明顯的風浪，福建省啟動台风Ⅳ级应急响应，在8月3日6時，中國國家氣象中心的颱風預警等級提升至黃色，之後福建省氣象局發出颱風橙色預警信號。国家防总决定于8月2日12时启动防汛防颱风Ⅳ级应急响应。

#### 浙江
浙江省防指于8月2日中午启动防颱风Ⅳ级应急响应，中共浙江省委书记车俊、浙江省人民政府省长袁家军分别作出批示。8月4日上午，车俊、袁家军赴浙江省防指检查指导台风防御工作。8月3日10时和16时，防颱风应急响应分别被提升至Ⅲ级和Ⅱ级。同日16时、18时，温州市、台州市均将防颱风应急响应提升为Ⅰ级。浙江省海洋监测预报中心于3日10时将风暴潮、海浪警报同时升级为橙色，16时再次发布双警报。浙江省气象局则于16时提升重大气象灾害（台风）应急响应至Ⅱ级。17时，浙江省地质灾害Ⅲ级应急响应、水旱灾害防御（防颱）Ⅱ级应急响应分别启动。
各地建立临时安置点并转移受灾群众，劝导在外渔船撤离到安全地带避风。截至8月3日22时，全省共转移381375人，共撤离渔船11873艘。浙江省防指协调省水利厅、省粮食物资局等部门，向宁波、温州、舟山、台州、丽水五市前置常用防汛防颱应急物资23219件。
受黑格比影响，椒江区大陈岛景区、温岭市长屿硐天景区、台州市图书馆等景区或场馆宣布暂时关闭。交通方面，杭深铁路台州至苍南间、金温铁路丽水至温州南间的列車宣布停开。台州、舟山、温州的客渡运航线停航，温州龙湾国际机场、杭州萧山国际机场的大量航班取消。
杭州市气象台于14时将台风蓝色预警信号升级为台风黄色预警信号，同时杭州市防指将防颱风应急响应提升至Ⅲ级。

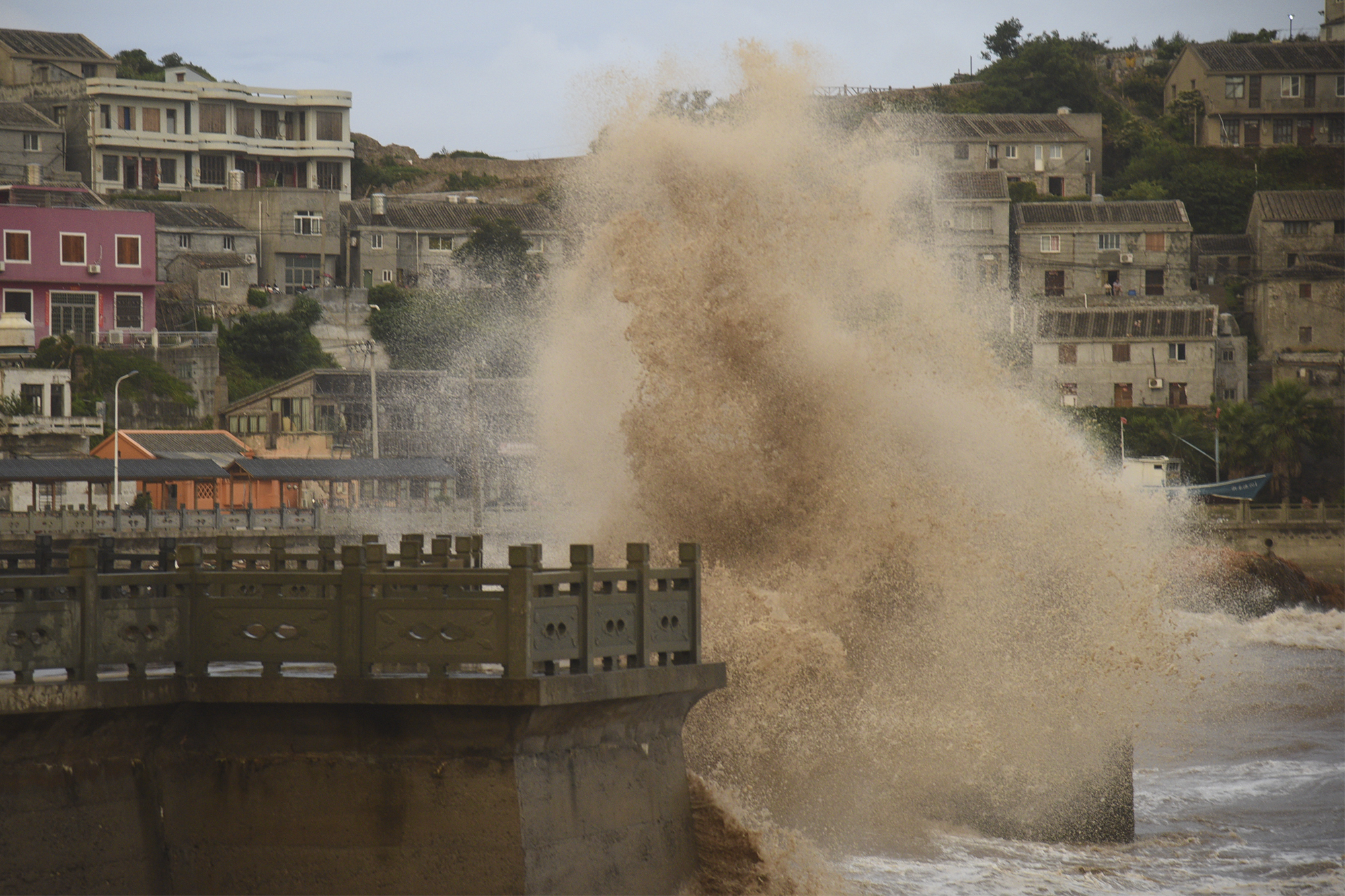
黑格比带来的狂风在浙江玉环卷起巨浪。

黑格比是2020年首个影响浙江的台风。8月3日晚间，黑格比逐步逼近浙江东南沿海温岭至平阳一带，其中包括温岭市、玉环市（均由台州市代管）、乐清市、洞头区、龙湾区、瑞安市、平阳县（均属温州市或由其代管）。受黑格比影响，浙江中部南部沿海海面出现12至14级甚至15至16级阵风。玉环国家级气象观测站于8月3日晚23时观测到20.1米每秒的风速，4日3时更是观测到38.1米每秒的风速，同时段排名中国大陆第一。除玉环外，大陈、象山、洞头、平阳、石浦、乐清等站点的风速也进入全国前十。玉环最大阵风则在大麦屿雕鹰山测到，风速高达60.2米每秒，风力17级
。温州市最大风速则出现在洞头区，洞头虎头屿风速达53.5米每秒，风力16级。大风带来的声音影响当地居民入睡，当地网友纷纷直呼“吓得睡不着”，更有称黑格比不亚于去年的台风利奇马。玉环当地一名外卖员被风吹倒后，抱着路边柱子稳住身体。坎门渝汇小区一名女子試圖關窗戶時，因强风不慎墜樓罹難。
登陸點附近的數個鄉鎮發生大規模停電，浙江全省567条输电线路停运，187.5万户用户的用电受到影响，其中温州市有111万余户用户供电受影响。停放在路边的轿车被大风吹来的物体砸中而受损，一些居民住房和企业产房也被破坏严重，部分地区供水、通讯中断。
受台风影响，温州、台州及丽水东部等地区有大到暴雨，部分大暴雨，局部特大暴雨。8月2日8时至8月4日7时，台州市面雨量67毫米，黄岩、玉环、温岭三地面雨量超过100毫米。
8月3日8时至4日3时，温州市面雨量28.9毫米，龙湾区以66.6毫米的降雨量排列第一，两个站点出现大于100毫米的降雨量。受其影响，乐清市区内涝积水严重，低洼地带积水深度已接近一米左右，路边车辆被淹。
8月3日3时30分，黑格比在浙江省温州乐清市翁垟街道登陆，这是1949年以来台风第五次在乐清登陆。9时11分，黑格比中心位于台州仙居境内。10时13分，位于金华磐安境内。13时，位于绍兴嵊州境内，并于16时左右不断靠近杭州市。受其影响，金华、温州、台州、丽水部分地区降雨量达50-170毫米，其中金华永康和温州永嘉等地达202-230毫米。浙江东部普遍出现8-10级阵风，局部地區达11-12级。

#### 上海
上海中心气象台于8月3日18时30分发布台风蓝色预警信号，市防汛指挥部同步启动全市防汛防颱IV级响应行动。受黑格比影响，上海市内部分轮渡停航，公交线路停运，金山城市沙滩、花开海上生态园、廊下生态园、奉贤碧海金沙渔人码头景区闭园，另外2020年上海电视节露天放映活动全部取消。
在上海，黑格比给金山、奉贤等南部地区带来大暴雨；陆地最大阵风达10级。4日21时至5日06时，上海有11.62%街镇降水量超过100毫米，金山钱圩镇測得全市最大的202.7毫米，一小时雨量最大出现在金山廊下镇，为58.5毫米。

#### 江苏
8月4日10时30分，江苏省防汛抗旱指挥部办公室启动全省防颱风Ⅳ级应急响应。

### 南韓和北韓
在哈格比接近前，韩国中部的忠清南道和南部的全罗北道部分地区在7月31日已遭遇暴雨，对上一次的暴雨天气是在7月24日。韩国气象廳预测哈格比的接近会将降雨范围扩至全罗北道等其他中部地区。8月1日，哈格比带来的大量雨云与从朝鲜半岛北部进来的梅雨锋面，促使韩国中部和北部地区形成大量的雨云，使今年的雨季成为有记录以来最长的雨季之一，并引发了暴雨。韩国气象廳预计受到哈格比带来的雨云的间接影响，暴雨天气将持续到8月6日。8月3日，韩国中部地区暴雨增至12人死亡14人失踪，灾民增至818人，共3410处设施受损，2800公顷农田受损，疏散的人员达1060人，避免再次受創，韓國氣象廳在哈格比侵襲前，提醒居民注意設施管理和外出安全。另外，朝鲜政府为了防止突发暴雨造成的损失，在未通知韩国政府的情况下，提前打开了黄江大坝的水闸降低水位，韩军对此密切关注黄江大坝。8月4日，韩国气象廳对大同江、清川江、礼成江流域发布洪水预警，预测哈格比将贯穿朝鲜中部地区，其带来炎热潮湿的空气导致梅雨带进一步增强，朝鲜大部分地区普降暴雨。

## 熱帶氣旋警告使用紀錄

### 臺灣
| 交通部中央氣象局 天氣特報 | 交通部中央氣象局 天氣特報 | 交通部中央氣象局 天氣特報 |
| ------------------------- | ------------------------- | ------------------------- |
| 上一熱帶氣旋              | 熱帶性低氣壓特報          | 下一熱帶氣旋              |
| 熱帶性低氣壓TD03          | 熱帶性低氣壓特報          | 輕度颱風米克拉            |
| 交通部中央氣象局 颱風警報 |                           |                           |
| 中度颱風黃蜂              | 海上颱風警報              | 輕度颱風米克拉            |

### 中國大陸
| 国家气象中心 颱風預警信號 | 国家气象中心 颱風預警信號 | 国家气象中心 颱風預警信號 |
| ------------------------- | ------------------------- | ------------------------- |
| 上一熱帶氣旋              | 颱風藍色預警信號          | 下一熱帶氣旋              |
| 熱帶風暴鸚鵡              | 颱風藍色預警信號          | 颱風米克拉                |
| 颱風米娜                  | 颱風黃色預警信號          | 颱風米克拉                |
| 颱風米娜                  | 颱風橙色預警信號          | 颱風米克拉                |

## 外部連結
| 太平洋颱風季             |
| 主題頁 - 專題 - 編輯指南 |

- （日語）日本氣象廳首頁（页面存档备份，存于）
- （英文）聯合颱風警報中心首頁（页面存档备份，存于）
- （简体中文）中國國家氣象中心首頁（页面存档备份，存于）
- （繁體中文）臺灣中央氣象局首頁（页面存档备份，存于）
- （繁體中文）香港天文台首頁（页面存档备份，存于）
- （繁體中文）澳門地球物理暨氣象局首頁（页面存档备份，存于）
- （英文）菲律賓大氣地球物理和天文管理局 惡劣天氣公告（页面存档备份，存于）
- （泰文）泰國氣象局首頁（页面存档备份，存于）